# United States Naval Forces Europe
Le United States Naval Forces Europe (COMUSNAVEUR) est un commandement de la United States Navy. Il est la composante navale du United States European Command (EUCOM).
Sa principale force de combat est la Sixième flotte des États-Unis basée en Méditerranée.
Il est dirigé en 2016 par Michelle Howard.